# Copa Duward
La Copa Reloj Duward, generalmente conocida como Copa Duward, fue un trofeo que la marca de relojes Duward otorgaba anualmente al club menos goleado de la Primera División de España.

## Palmarés
- 1951-1952 FC Barcelona y Real Valladolid

- 1952-1953 RCD Español

- 1953-1954 RCD Español

- 1954-1955 Real Madrid

- 1955-1956 FC Barcelona

- 1956-1957 Real Madrid

- 1957-1958 Real Madrid

- 1958-1959 FC Barcelona

- 1959-1960 FC Barcelona

- 1960-1961 Real Madrid

- 1961-1962 Real Madrid

- 1962-1963 Real Madrid

- 2000-2001 Real Madrid*

- 2001-2002 Real Madrid*

(*) La misma marca comercial hizo un intento de relanzar el galardón, en los años 2000 y 2001. En este caso el premio no se daba al equipo menos goleado, sino al más goleador siendo el Real Madrid el galardonado en las dos ediciones 